# 在イスラエル日本国大使館
在イスラエル日本国大使館（ヘブライ語: שגרירות יפן בישראל、英語: Embassy of Japan in Israel）は、イスラエルの最大都市にして事実上の首都テルアビブにある日本の大使館。在テルアビブ日本国大使館（在テル・アヴィヴ日本国大使館、ヘブライ語: שגרירות יפן בתל אביב、英語: Embassy of Japan in Tel Aviv）とも。

## 沿革
- 1948年5月14日 - イスラエルがイギリス委任統治領パレスチナから離脱して独立する[1]
- 1952年4月28日 - サンフランシスコ平和条約の発効により日本国が独立する[2]
- 1954年 - 在トルコ大使が在イスラエル公使の兼任開始[3]
- 1955年7月1日 - 在テルアビブ日本国公使館（在テル・アヴィヴ日本国公使館）が開設される[4]
- 1963年 - テルアビブの公使館が大使館に昇格する[3]

## 所在地
Museum Tower 19th and 20th Floor, 4 Berkowitz Street, Tel Aviv 6423806

## 著名な在勤者
- 立山良司 - 防衛大学校教授
- 鶴木眞 - 東京大学教授、十文字学園女子大学学長

## 在エルサレム日本国名誉総領事館
在エルサレム日本国名誉総領事館（ヘブライ語: קונסוליית כבוד כללית יפן בירושלים、英語: Honorary Consulate-General of Japan in Jerusalem）は、日本がイスラエルの法令上の首都エルサレムに設置していた名誉総領事館である。在イスラエル日本国大使館の所轄となっていた。
名誉総領事
| 代 | 氏名（日本語）   | 氏名（ヘブライ語） | 氏名（英語） | 着任         | 退任           | 備考                                           |
| -- | ---------------- | ------------------ | ------------ | ------------ | -------------- | ---------------------------------------------- |
| 1  | ギル・シェフェル | גיל שפר            | Gil Sheffer  | 2015年4月1日 | 2021年10月以前 | 元首相首席補佐官、日本イスラエル総合研究所顧問 |

所在地
15 Corazim Street, Jerusalem